# От-Эне
От-Эне (Мать-огонь) — особо почитаемое, благословенное, светлое божество в мифологии алтайцев. Сергей Александрович Токарев указывал, что это божество, достаточно универсальное для Северной Азии, относится не к шаманству, а к культу предков и семейных покровителей. А то, что огонь оказывается женским началом (культ которого также находился в руках женщин), согласно Токареву, является пережитком материнско-родового строя.
От-Эне (от эне — «мать-огонь») представляли как девицу или мать о тридцати головах, с ушами из выгнутого камыша, с украшениями на голове, одетую в белые одежды. Она хозяйка трехногого (трехгранного) очага, который является священным местом в жилище. К ней обращали многочисленные благопожелания с просьбой о защите жилища, детей, домашнего скота, покровительницей которых она считалась. В качестве жертвы ей кропили огонь молоком и чаем. Обитает От-Эне на девятом слое неба, подчинена Кёк-Менку и является посредником между человеком, духами и божествами. Пока человек питался травой и плодами, он не имел нужды в огне и не знал его. После определения человеку иной пищи, Ульгень достал своей рукой с неба два камня — белый и чёрный, взял лист сухой травы и в ладонях измял его, потом положил траву на один камень, ударил другим, отчего вылетели искры, и трава загорелась. Так появился первый огонь.